# Герб на Перник
Гербът на Перник е утвърден през 1966 г. Дело е на пернишкия сценограф и художник Стоян Чифлички – Танани.
Гербът на град Перник присъства като елемент в следните символи, знаци и отличия:
- Знаме на град Перник.
- Официални печати на Община Перник и Общинския съвет на Перник.
- Почетен знак на Перник.
- Почетни книги на община Перник.
- Почетна значка на община Перник.
- Плакет.
- Грамота/Диплом.
- Други, по решение на Общинския съвет на Перник и/или кмета на община Перник.

## Композиция
Гербът на град Перник е символ, който изразява идентичността на града. Отразява миналото, настоящето, природните и исторически забележителности на Перник. В него са вградени и преплетени пет основни елемента:
- крепостта „Кракра“;
- река Струма;
- машиностроително колело;
- кофа за леене на метал;
- минен свод.